# Abu-l-Hàssan Alí ibn al-Ikhxid
Abu-l-Hàssan Alí ibn al-Ikhxid (àrab: أبو الحسن على بن الإخشيد, Abū l-Ḥasan ʿAlī ibn al-Iẖxīd) fou emir ikhxídida d'Egipte (961-966).
Mort el seu germà Abu-l-Qàssim Unujur ibn al-Ikhxid el 961, el regent Abu l-Misk Kafur el va posar al tron. Durant el seu govern el poder efectiu va restar en mans de Kafur. Els disturbis pels augments de preus i episodis de gana foren continuats en el període entre l'any 963 i 968. En aquest temps la propaganda fatímita fou molt intensa a Egipte.
A la seva mort el 966, Kafur es va proclamar a si mateix emir (el títol oficial fou al-ustadh) en contra dels drets del seu fill menor d'edat Àhmad ibn Alí ibn al-Ikhxid.